# Scharnhauser Park
Scharnhauser Park ist ein neuer Stadtteil von Ostfildern, der zum größten Teil auf Nellinger Gemarkung liegt. Der Ort liegt zentral in Ostfildern zwischen den Stadtteilen Ruit, Parksiedlung, Nellingen, Kemnat und Scharnhausen.

## Geschichte

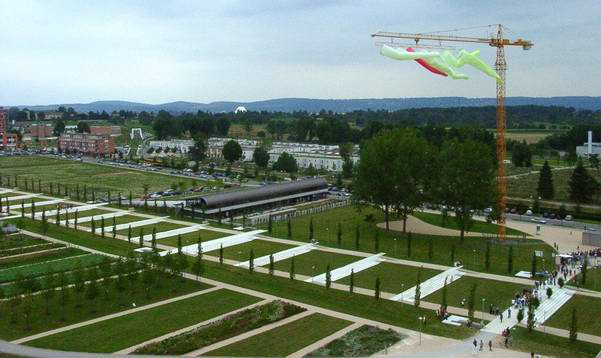
Scharnhauser Park bei der Landesgartenschau 2002

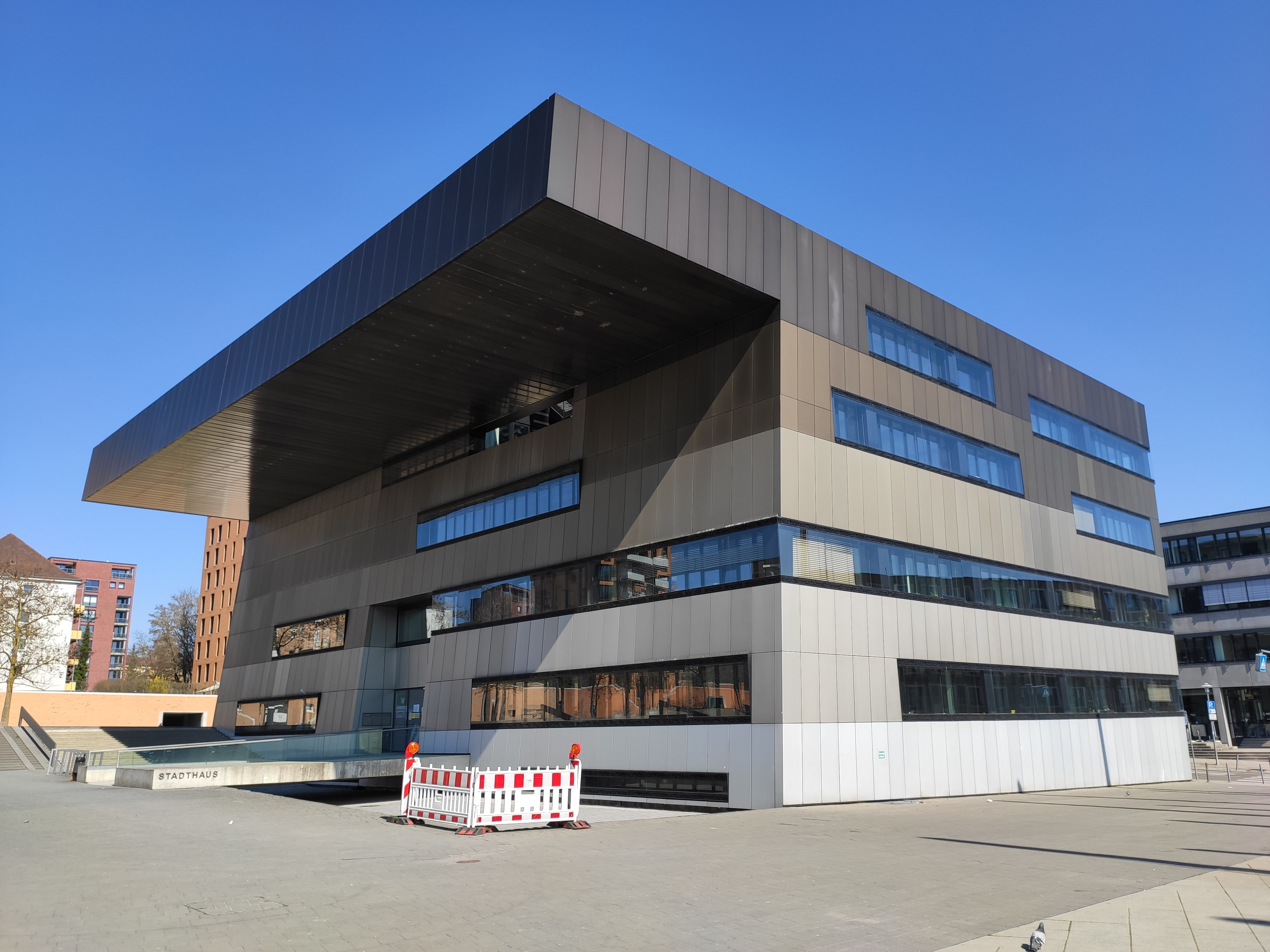
Stadthaus Ostfildern im Scharnhauser Park (2021)

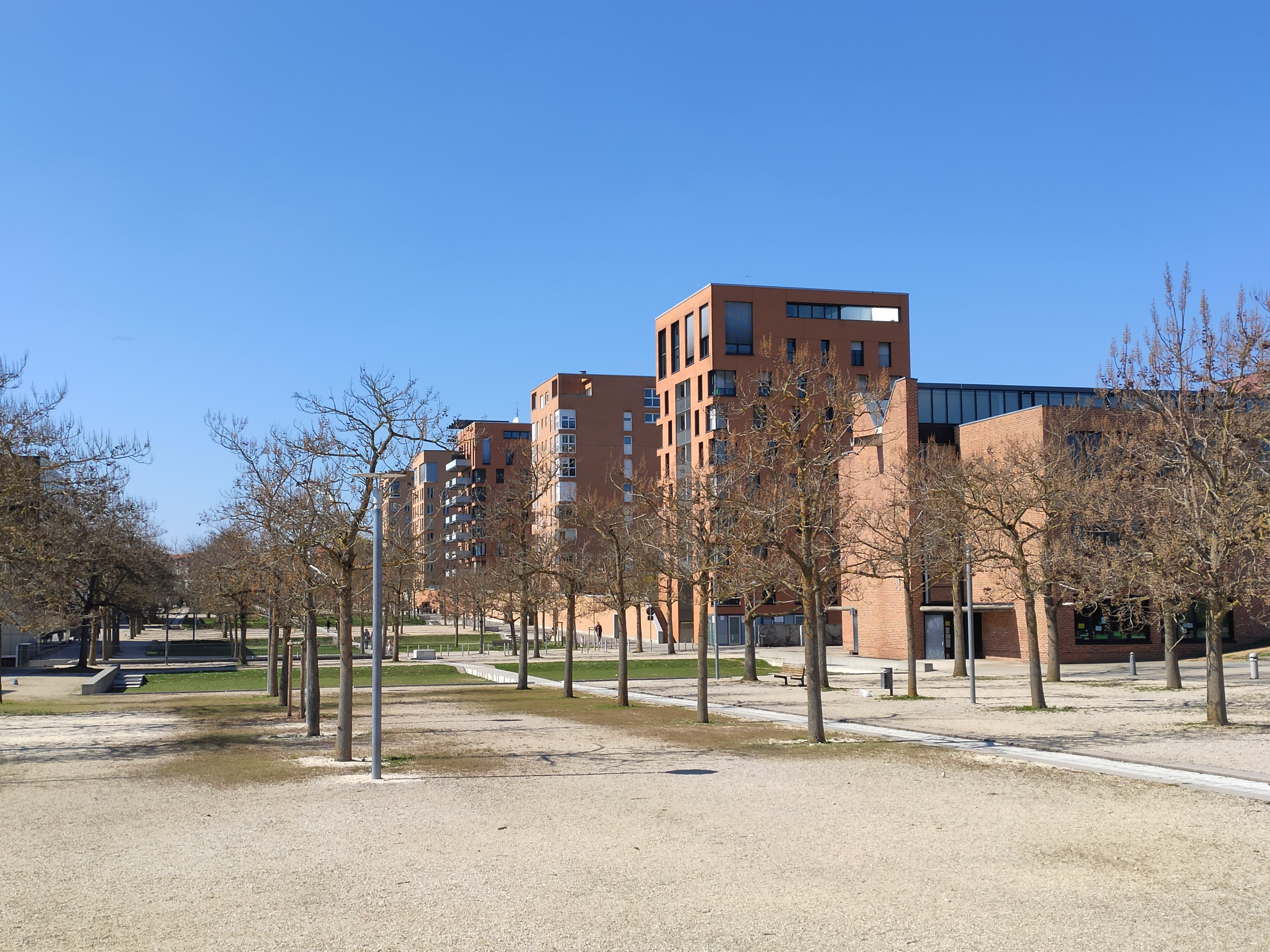
Ansicht im Scharnhauser Park (2021)

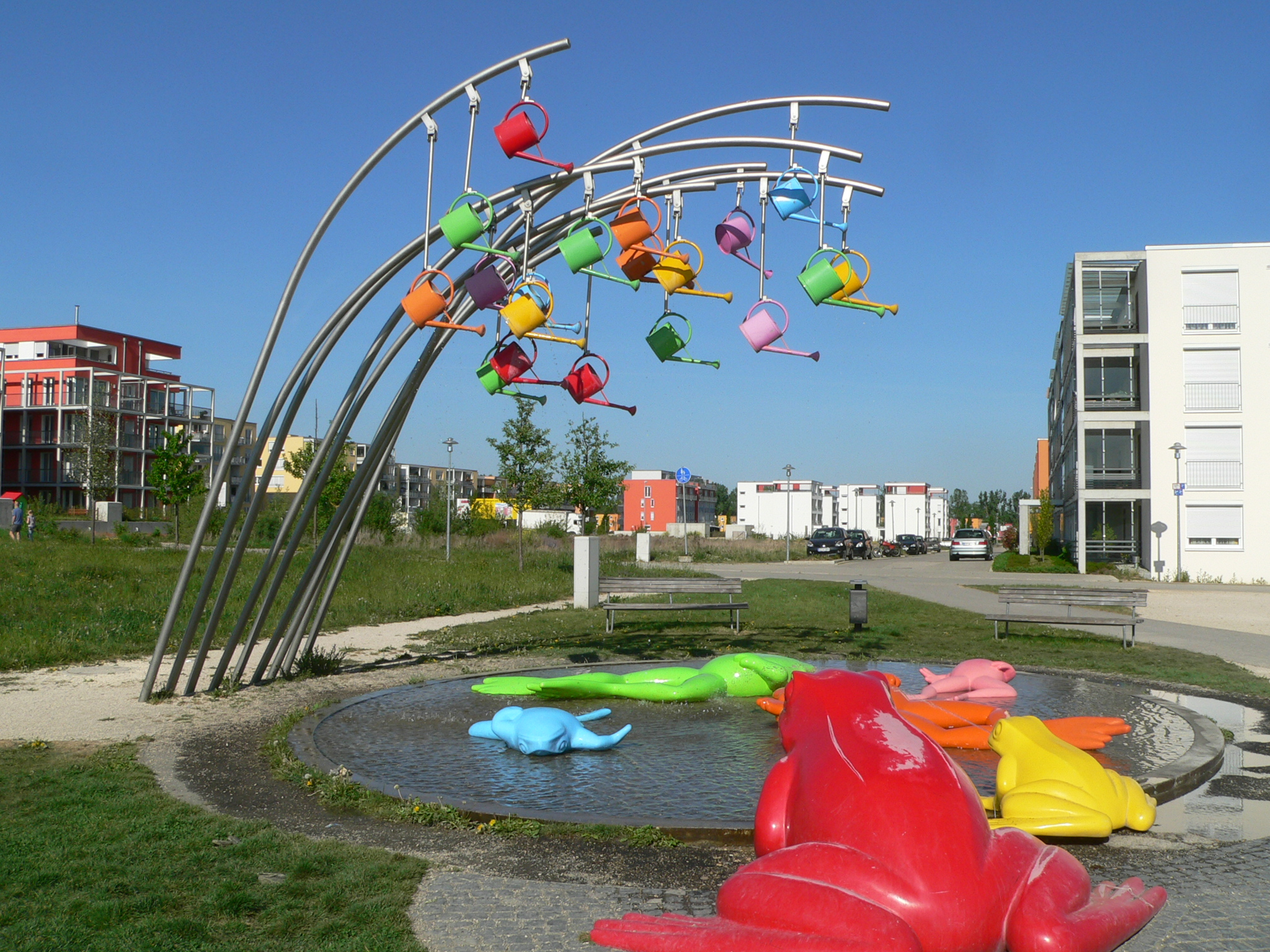
Lustgarten Brunnen Rosalie (2007)

Seinen Namen hat der heute rund 140 Hektar große Stadtteil vom ehemaligen Gestütspark des 1817 von König Wilhelm I. von Württemberg gegründeten Königlichen Privatgestüts Scharnhausen. Danach befand sich bis 1946 der Flugplatz Nellingen auf dem Gelände mit Bereichen der Luftwaffe. Anschließend wurde dies 1951 bis 1992 mit den Nellingen Barracks eine Kaserne der US-Armee. Danach wurde das Gelände als Unterkunft während der Leichtathletik-Weltmeisterschaften 1993 genutzt. Seitdem wurde das hochgelegene Areal als Modellstadtteil aufgebaut – dafür bekamen die Stadt Ostfildern sowie die Planer Alban Janson und Sophie Wolfrum 2006 den Deutschen Städtebaupreis verliehen. Kern ihres Bebauungskonzepts war eine von Nord-West nach Süd-Ost durch das Gebiet verlaufende Landschaftstreppe zur Verbindung der verschiedenen Siedlungsteile des Geländes. Der Scharnhauser Park ist seit 2006 ein eigenständiger Stadtteil von Ostfildern. Die Stadtverwaltung ging einen ungewöhnlichen Weg und baute zuerst die Infrastruktur. Damit sollte verhindert werden, dass die ersten Bewohner ohne Läden und Kindergarten dastehen.
Im Jahr 2002 war Ostfildern Gastgeber der Landesgartenschau Baden-Württemberg, die im Scharnhauser Park stattfand. Seit 2003 findet hier jährlich das Feuerwerksfestival Flammende Sterne statt.
Von 1992 bis 2020 war Stadtplaner Mathias Karl-Josef Jansen auf Seiten der Stadtverwaltung Ostfildern als Leiter des Fachbereichs 3 für den Scharnhauser Park federführend verantwortlich.

## Wirtschaft und Infrastruktur

### Verkehr
Im Scharnhauser Park gibt es drei Haltestellen, Parksiedlung, Scharnhauser Park und Kreuzbrunnen, die von den Linien der Stadtbahn Stuttgart bedient werden:
- Mönchfeld – Hauptbahnhof – Ruhbank/Fernsehturm – Heumaden – Ostfildern
- Vaihingen – Möhringen – Degerloch – Ruhbank/Fernsehturm – Heumaden – Ostfildern (nur an Werktagen)

Zwei Buslinien berühren den Scharnhauser Park:
- 120  Esslingen/Neckar – Neuhausen/Filder
- 122  Esslingen/Neckar – Flughafen Stuttgart

### Modellsiedlung
Der Scharnhauser Park gilt auch als „ökologische Modellsiedlung“ und war – zusammen mit Stadtteilen in Turin und Barcelona – Teil des EU-Forschungsprojekts POLYCITY (Förderdauer 2005–2010), bei dem es insbesondere um die Entwicklung energieeffizienter Gebäude und den Einsatz von regenerativen Energiequellen ging. Die Modellsiedlung ist konzipiert für 9000 Einwohner und 2500 Arbeitsplätze, wovon Anfang 2010 jeweils etwa zwei Drittel realisiert waren. Stand 2025 wohnten 9000 Einwohner im Scharnhauser Park. Verbindendes Band und auch aus der Luft gut erkennbares Wahrzeichen ist die gut einen Kilometer lange und 30 Meter breite, nach Süden leicht abfallende „Landschaftstreppe“.